# Distrito de Curpahuasi
El Distrito de Curpahuasi es uno de los catorce distritos de la Provincia de Grau  ubicada en el departamento de Apurímac, bajo la administración del Gobierno regional de Apurímac, en el sur del Perú.
Desde el punto de vista jerárquico de la Iglesia católica forma parte de la Diócesis de Abancay la cual, a su vez, pertenece a la Arquidiócesis de Cusco.

## Historia
El distrito fue creado mediante Ley n.º 12451 del 24 de noviembre de 1955, en el gobierno de Manuel A. Odría.

## Geografía
La ciudad de Curpahuasi se encuentra ubicada en los Andes Centrales.

## Autoridades

### Municipales
- 2023 - 2026 : Alcalde Apifanio Bravo Orccori
- 2015 - 2018 : Alcalde Augusto CONDORI ESCALANTE
GERENTE: SANTIAGO G. CARRASCO SANTI
- 2011-2014:[3]
  - Alcalde: Efraín Echeverría Ayquipa, Movimiento Poder Popular Andino (PPA).
  - Regidores: Efraín Ayerve Sánchez (PPA), Luis Ángel Paniagua Garrafa (PPA), Luz Bedsave Teves Chirinos (PPA), Aniceto Mayta Huamanhorcco (PPA), José Antonio Palomino Aguilar (Kallpa).
- 2007-2010
  - Alcalde: Ladio Román Trujillo.

## Festividades
- Carnavales.
- Virgen de la Asunción.
- Patrón San Agustín Mayor y San Agustín Menor.
- Santa Rosa.